# Беш, Вернер
Вернер Беш (нем. Werner Besch; 4 мая 1928 года, Эрдманнсвайлер) — немецкий германист. В настоящее время доцент кафедры (на пенсии) немецкого языка и древненемецкой литературы Рейнского университета Фридриха-Вильгельма в Бонне. Основные области исследования Беша: формирование нововерхненемецкого языка, языковая динамика и диалектология, история немецкого языка (преимущественно средне- и ранненововерхненемецкого языков).

## Биография
Вернер Беш с 1949 года изучал германистику, английский язык и географию (для должности учителя гимназии) во Фрайбургском и Тюбингенском университетах. В 1950 году стал членом христианского студенческого объединения Freiburger Wingolf, входящего в Вингольфский союз. В 1955 Беш сдал государственный экзамен и, год спустя, защитился во Фрайбурге у германиста Фридриха Маурера. В 1955-1956 читал лекции в Лондоне.
После сдачи асессорского экзамена в 1957 году Вернер Беш вернулся в Германию, чтобы получить место научного ассистента во Фрайбурге. Там в 1965 году он успешно хабилитировался и получил приглашение на кафедру немецкого языка и древненемецкой литературы Рурского университета в Бохуме. С 1970 до выхода на пенсию в 1993 он был заведующим той же кафедрой Боннского университета. С 1982 по 1983 был его ректором. Также является учредителем, председателем и почётным членом Боннского университетского клуба.

### Заслуги и награды
Беш неоднократно признавался гостевым профессором иностранных университетов. С 1967 по 1975 имел членство в Институте немецкого языка в Маннхайме, с 1975 по 1983 входил в попечительский совет Института. В 1977 избран членом-корреспондентом Гейдельбергской Академии наук; в 1985 — член Академии наук Нижнего Рейна — Вестфалии; в 1994 — член-корреспондент Института германистики и романистики Лондонского университета. В 2004-2010 являлся также представителем Союза немецких академий наук в Совете по немецкому правописанию.
В 2003 году Вернер Беш стал почётным членом Международного общества немецкой диалектологии (IGDD). Спустя два года был избран почётным членом Общества венгерских германистов.

## Труды Беша
Вернер Беш является автором большого количества книг и статей, 35 из которых имеются в Немецкой библиотеке. Среди наиболее значимых работ можно выделить работы по исторической диалектологии и динамике немецкого языка (Sprachlandschaften und Sprachausgleich im 15. Jahrhundert. Studien zur Erforschung der Spätmittelhochdeutschen Schreibdialekte und zur Entstehung der neuhochdeutschen Schrift-Sprache. In: Bibliotheca Germanica. Band 11, Bern und München 1967; Duzen, Siezen, Titulieren. Zur Anrede im Deutschen heute und gestern. Göttingen 1996, (2. erweiterte Auflage 1998); Sprachgeschichte. Ein Handbuch zur Geschichte der deutschen Sprache und ihrer Erforschung. 4 Bände, 2., vollständig neu bearbeitete und erweiterte Auflage, de Gruyter, Berlin 1998–2004; Deutsche Sprache im Wandel. Lang, Frankfurt am Main 2003.), узким вопросам, связанным со становлением грамматики, лексики, правописания (Wege und Irrwege der deutschen Rechtschreibreform von 1998. Schöningh, Paderborn 2007; Die Rolle Luthers in der Deutschen Sprachgeschichte. In: Schriften der Philosophisch-historischen Klasse der Heidelberger Akademie der Wissenschaften. Band 12, Heidelberg 1999 (2. Auflage 2000); Deutscher Bibelwortschatz in der frühen Neuzeit. Auswahl – Abwahl – Veralten. Frankfurt am Main 2008) и др.